# ダン・ターナー
ダン・ターナー（Dan Turner）は、ロバート・レスリー・ベレム作の架空の私立探偵。ハリウッド探偵（Hollywood Detective）として知られる。
彼の初出は、パルプ・マガジン『スパイシー・ディテクティヴ』（Spicy Detective）誌（1943年に『スピード・ディテクティヴ』（Speed Detective）に改名）の第2号（1934年6月）で、1947年2月の雑誌終刊まで定期的に掲載された。その後、彼自身の名を冠したパルプ・マガジン『ハリウッド・ディテクティヴ』（Hollywood Detective）誌がカルチャー・パブリケーションズ（Culture Publications）社（後にトロージャン・パブリケーションズ（Trojan Publishing）に改名）によって1942年1月から1950年10月まで出版された。
ダン・ターナーは典型的なハードボイルド型の私立探偵で、ロサンゼルスのハリウッドを中心に活躍した。ストーリーのほとんどは撮影スタジオの周辺で進行し、犯罪の焦点となるのは映画ビジネスにかかわる人々（映画スター、スタントマン、プロデューサー、エージェント、エキストラ、そして無限に供給される魅力的な「若手女優」）である。
ほとんどのダン・ターナーものはベレムによって書かれた。これは、ベレム自身かつて映画のエキストラとして働いた経験があり、ハリウッド業界の内部についての知識があったためである。
『ハリウッド・ディテクティヴ』誌もマックス・プレイステッド (Max Plaisted) の描くダン・ターナーのコミックストリップを特徴とした。
全てのダン・ターナーものは、独特なスラングをちりばめたスタイルで書かれており、それが作品にユニークな味わいを与えている。
拳銃は決して「guns」でなく「roscoes」であり、その発射音は「ka-chow!」である。また女性は、決して単なる「woman」でなく、「dame」、「frail」、「quail」、「wren」であり、特に魅力的であるならば「doll」または「cutie」である。

## 映像化作品
ハリウッド探偵であるにもかかわらず、ダン・ターナーの映画は1947年の『Blackmail』しか製作されていなかった。
1990年にクリストファー・ルイス監督の映画『ダン・ターナー/探偵ストーリー』（出演：マーク・シンガー、トレイシー・スコギンズ、アート・ジョンソン）が、『The Raven Red Kiss-Off』を原作として製作された。
またテレビドラマについては『ベガス』の項を参照されたい。